# Fundación Alemana de Investigación
La Fundación Alemana de Investigación (abreviada DFG en alemán Deutsche Forschungsgemeinschaft), es una importante organización alemana de patrocinio de investigación, la más grande de Europa. La DFG da apoyo a la investigación científica y humanística por medio de una gran variedad de becas, premios y una infraestructura de patrocinio. Esta organización autónoma tiene su sede en Bonn y está financiada por los estados y el gobierno alemán. Solo las universidades punteras en investigación son miembros de la DFG.

## Estructura
El estado legal de la DFG es el de una asociación de derecho privado. Como tal, el DFG solo puede actuar a través de sus órganos estatutarios, en particular a través de su junta ejecutiva y la Asamblea General.
El DFG es miembro del Consejo Internacional para la Ciencia y tiene numerosas contrapartes en todo el mundo, como la Fundación Nacional de Ciencias Naturales de China, la Fundación Nacional de Ciencias (EE. UU.) Y la Royal Society (Reino Unido). 
El DFG tiene varias oficinas de representación en Asia, América del Norte y Europa y también mantiene el Centro chino-alemán para la promoción de la investigación, que fue fundado conjuntamente por el DFG y la Fundación Nacional de Ciencias Naturales de China. El 9 de junio de 2012, DFG lanzó un centro en Hyderabad para expandir su presencia en India. La fundación de investigación con sede en Alemania y el Departamento de Ciencia y Tecnología de la India están trabajando juntos en 40 proyectos de investigación bilaterales en ciencia e ingeniería. El Deutsche Forschungsgemeinschaft es miembro de Science Europe.